# البغادة (المركزية)
البغادة هو دُوَّار يقع بجماعة ريصانة الجنوبية، إقليم العرائش، جهة طنجة تطوان الحسيمة في المملكة المغربية. ينتمي الدوّار لمشيخة المركزية التي تضم 7 دواوير. يقدر عدد سكانه بـ 1042 نسمة حسب الإحصاء الرسمي للسكان والسكنى لسنة 2004.

## روابط خارجية
- البوابة الوطنية للجماعات الترابية
- المندوبية السامية للتخطيط